# Conclave de 2005
El Conclave del 2 d'abril de 2005 va ser la reunió de cardenals convocada després de la mort de Joan Pau II i que va escollir al papa Benet XVI.

## Composició
Segons la Constitució Apostòlica Universi Dominici Gregis de 1996 (II, 1, 33), els cardenals perden la condició d'electors del papa exactament el dia que compleixen vuitanta anys. A la mort de Joan Pau II el 2 d'abril de 2005 hi havia un total de 183 cardenals, dels quals només 117 tenien dret d'elecció a causa de l'esmentada raó d'edat.
Aquests 117 cardenals van ser convocats al conclave que es desenvolupà el 18 i el 19 d'abril. Tanmateix dos d'ells, el filipí Jaime Lachica Sin, cardenal del títol de S. Maria ai Monti, arquebisbe emèrit de Manila, i el mexicà Adolfo Antonio Suárez Rivera, cardenal del títol de S. Maria di Guadalupe a Monte Mario, arquebisbe emèrit de Monterrey, no assistiren a l'assemblea tot al·legant motius de salut. Era el conclave amb més cardenals assistents de tota la història.
Entre els electors presents hi havia el valencià Ricard Maria Carles i Gordó, cardenal del títol de S. Maria Consolatrice al Tiburtino, arquebisbe de Barcelona.

## Votacions
A la tercera votació, el segon dia de conclave, fou elegit l'alemany Joseph Ratzinger, cardenal-bisbe d'Ostia i de Velletri-Segni, degà del Col·legi Cardenalici i prefecte de la Congregació de la Doctrina de la Fe, el qual adoptà en nom de Benet XVI.
Bergoglio va ser un dels 117 cardenals menors de 80 anys en condicions de votar al Conclave de 2005, que es va celebrar després de la mort de Joan Pau II. En resultà escollit el cardenal Joseph Ratzinger, però Bergoglio va ser el segon papable més votat. Si bé hi ha obligació de guardar el secret absolut per als assistents al conclave sota pena d'excomunió reservada al Summe Pontífex, diversos mitjans publicaren que en aquella ocasió Bergoglio estigué molt a prop d'obtenir 40 dels 77 vots necessaris per ser elegit.

## Cardenals assistents
La llista de cardenals convocats s'ordena per continents i dintre de cada continent per dates de naixement (imprescindible per a calcular els vuitanta anys). De cadascun d'ells s'indica el bisbat suburbicari, el títol o la diaconia i l'any de promoció al cardenalat, a més dels càrrecs (actuals, emèrits i/o anteriors).

### Àfrica
1. Bernard Agré (2 de març de 1926), cardenal del títol de S. Giovanni Crisostomo a Monte Sacro Alto (2001), arquebisbe d'Abidjan, abans bisbe de Man i de Yamoussoukro (Costa d'Ivori)
2. Emmanuel Wamala (15 de desembre de 1926), cardenal del títol de S. Ugo (1994), arquebisbe de Kampala, abans bisbe de Kiyinda-Mityana (Uganda)
3. Christian Wiyghan Tumi (15 d'octubre de 1930), cardenal del títol de Ss. Martiri dell'Uganda a Poggio Armeno (1988), arquebisbe de Douala, abans bisbe de Yagoua i arquebisbe de Garoua (Camerun)
4. Frédéric Etsou-Nzabi-Bamungwabi (3 de desembre de 1930), cardenal del títol de S. Lucia a Piazza d'Armi (1991), arquebisbe de Kinshasa, abans bisbe titular de Menefessi (República Democràtica del Congo)
5. Francis Arinze (1 de novembre de 1932), cardenal del títol pro illa vice de S. Giovanni della Pigna (1985), prefecte de la Congregació per al Culte Diví i la Disciplina dels Sagraments, abans bisbe titular de Fissiana i arquebisbe d'Onitsha (Nigèria)
6. Anthony Olubunmi Okogie (16 de juny de 1936), cardenal del títol de la Beata Vergine Maria del Monte Carmelo a Mostaggiano (2003), arquebisbe de Lagos, abans bisbe titular de Mascula (Nigèria)
7. Gabriel Zubeir Wako (27 de febrer de 1941), cardenal del títol de S. Atanasio a Via Tiburtina (2003), arquebisbe de Khartum, abans bisbe titular de Wau (Sudan)
8. Wilfrid Fox Napier, O.F.M. (8 de març de 1941), cardenal del títol de S. Francesco d'Assisi ad Acilia (2001), arquebisbe de Durban, abans bisbe de Kokstad (Sud-àfrica)
9. Polycarp Pengo (5 d'agost de 1944), cardenal del títol de Nostra Signora de La Salette (1998), arquebisbe de Dar es Salaam, abans bisbe de Nachingwea i de Tunduru-Masasi (Tanzània)
10. Peter Kodwo Appiah Turkson (11 d'octubre de 1948), cardenal del títol de S. Liborio (2003), arquebisbe de Cape Coast (Ghana)
11. Armand Razafindratandra, 7 d'agost de 1925, cardenal del títol de Ss. Silvestro e Martino ai Monti (1994), arquebisbe d'Antananarivo, abans bisbe de Mahajanga (Madagascar)

### Amèrica
1. José Freire Falcão (23 d'octubre de 1925), cardenal del títol de S. Luca a Via Prenestina (1988), arquebisbe emèrit de Brasília, abans bisbe titular de Vardimissa i arquebisbe de Teresina, Piauí
2. Miguel Obando Bravo, S.D.B. (2 de febrer de 1926), cardenal del títol de S. Giovanni Evangelista a Spinaceto (1985), arquebisbe emèrit de Managua, abans bisbe titular de Puzia de Bizacena
3. William Wakefield Baum (24 de novembre de 1926), cardenal del títol de S. Croce in Via Flaminia (1976), penitenciari major emèrit, abans bisbe de Springfield-Cape Girardeau, Missouri i arquebisbe de Washington DC Era un dels dos únics cardenals electors sobrevivents dels nomenats pel papa Pau VI i que per tant havien assistit a tres conclaves
4. Jorge Arturo Medina Estévez (23 de desembre de 1926), cardenal diaca de S. Saba (1998), protodiaca, prefecte emèrit de la Congregació per al Culte Diví i la Disciplina dels Sagraments, abans bisbe titular de Tibili i sede plena de Rancagua i de Valparaíso
5. Adolfo Antonio Suárez Rivera (9 de gener de 1927), cardenal del títol de S. Maria di Guadalupe a Monte Mario (1994), arquebisbe emèrit de Monterrey, Nuevo León, abans bisbe de Tehuacán, Puebla. No assistí al conclave per problemes de salut
6. Edmund Casimir Szoka (14 de setembre de 1927), cardenal del títol de Ss. Andrea e Gregorio al Celio (1988), president del Consell de Govern de la Ciutat del Vaticà, abans bisbe de Detroit, Michigan
7. Darío Castrillón Hoyos (4 de juliol de 1929), cardenal diaca de S. Nome di Maria al Foro Traiano (1998), prefecte de la Congregació per al Clergat, abans bisbe titular de Villa del Re, bisbe sede plena de Pereira i arquebisbe de Bucaramanga
8. Aloysius Matthew Ambrozic (27 de gener de 1930), cardenal del títol de Ss. Marcellino e Pietro (1998), arquebisbe de Toronto, Ontario, abans bisbe titular de Valabria
9. Adam Joseph Maida (18 de març de 1930), cardenal del títol de Ss. Vitale, Valeria, Gervasio e Protasio (1994), arquebisbe de Detroit, Michigan, abans bisbe de Green Bay, Wisconsin
10. Theodore Edgar McCarrick (7 de juliol de 1930), cardenal del títol de Ss. Nereo ed Achilleo (2001), arquebisbe de Washington D.C., abans bisbe titular de Rusubisir, bisbe sede plena de Metuchen, New Jersey i arquebisbe de Newark, New Jersey
11. Francis Eugene George, O.M.I. (26 de setembre de 1930), cardenal del títol de S. Bartolomeo all'Isola (1998), arquebisbe de Chicago, Illinois, abans bisbe de Yakime, Washington i arquebisbe de Portland, Oregon
12. William Henry Keeler (4 de març de 1931), cardenal del títol de S. Maria degli Angeli (1994), arquebisbe de Baltimore, Maryland, abans bisbe titular de Dulcigno i bisbe sede plena de Harrisburg, Pennsylvania
13. Bernard Francis Law (4 de novembre de 1931), cardenal del títol de S. Susanna (1985), arxipreste de la Patriarcal Basílica Liberiana de Santa Maria la Major, arquebisbe emèrit de Boston, Massachusetts, abans bisbe de Springfield-Cape Girardeau, Missouri
14. Edward Michael Egan (2 de març de 1932), cardenal del títol de Ss. Giovanni e Paolo (2001), arquebisbe de Nova York, abans bisbe titular d'Allegheny i bisbe sede plena de Bridgeport, Connecticut
15. Rodolfo Quezada Toruño (8 de maig de 1932), cardenal del títol de S. Saturnino (2003), arquebisbe de Ciutat de Guatemala, antic bisbe titular de Gadiaufala i bisbe sede plena de Zacapa
16. James Francis Stafford (26 de juliol de 1932), cardenal diaca de Gesù Buon Pastore alla Montagnola (1998), penitenciari major, abans bisbe titular de Respetta, bisbe sede plena de Memphis, Tennessee i arquebisbe de Denver, Colorado
17. Pedro Rubiano Sáenz (13 de setembre de 1932), cardenal del títol de Trasfigurazione di Nostro Signor Gesù Cristo (2001), arquebisbe de Bogotà, abans bisbe de Cúcuta i arquebisbe de Cali (Colòmbia)
18. Eusébio Oscar Scheid, S.C.I. (8 de desembre de 1932), cardenal del títol de Ss. Bonifacio ed Alessio (2003), arquebisbe de Rio de Janeiro, abans bisbe de São José dos Campos, São Paulo i arquebisbe de Florianópolis, Santa Catarina
19. Javier Lozano Barragán (26 de gener de 1933), cardenal diaca de S. Michele Arcangelo (2003), president del Pontifici Consell per a la Pastoral de la Salut, abans bisbe titular de Tinisia di Numidia i arquebisbe de Zacatecas, Zacatecas
20. Juan Sandoval Íñiguez (28 de març de 1933), cardenal del títol de N. Signora di Guadalupe e S. Filipo Martire in Via Aurelia (1994), arquebisbe de Guadalajara, Jalisco, abans bisbe de Ciudad Juárez, Chihuahua
21. Francisco Javier Errázuriz Ossa, I.Sch. (5 de setembre de 1933), cardenal del títol de S. Maria della Pace (2001), arquebisbe de Santiago de Xile, abans bisbe titular de Hólar i arquebisbe-bisbe sede plena de Valparaíso
22. Geraldo Majella Agnelo (19 d'octubre de 1933), cardenal del títol de S. Gregorio Magno alla Magliana (2001), arquebisbe de Salvador de Bahia, abans bisbe de Toledo do Brasil, São Paulo, i arquebisbe de Londrina, Paraná
23. Cláudio Hummes, O.F.M. (8 d'agost de 1934), cardenal del títol de S. Antonio da Padova in Via Merulana (2001), prefecte de la Congregació per al Culte Diví i la Disciplina dels Sagraments, abans bisbe titular de Carcabia, bisbe sede plena de Santo André, arquebisbe de Fortaleza, Ceará i arquebisbe de São Paulo
24. Justin Francis Rigali (19 de març de 1935), cardenal del títol de S. Prisca (2003), arquebisbe de Filadèlfia, Pennsilvània, abans bisbe titular de Bolsena i arquebisbe de St. Louis, Missouri
25. Alfonso López Trujillo (8 de novembre de 1935), cardenal bisbe de Frascati (2001), president del Pontifici Consell per a la Família, abans bisbe titular de Boseta, arquebisbe de Medellín i cardenal del títol de S. Prisca (1983)
26. Roger Michael Mahony (27 de febrer de 1936), cardenal del títol de Ss. Quattro Coronati (1991), arquebisbe de Los Angeles, Califòrnia, abans bisbe titular de Tamascani i bisbe sede plena de Stockton, Califòrnia
27. Julio Terrazas Sandoval, C.Ss.R. (7 de març de 1936), cardenal del títol de S. Giovanni Battista de' Rossi (2001), arquebisbe de Santa Cruz de la Sierra, abans bisbe titular d'Apisa i bisbe sede plena d'Oruro
28. Jean-Claude Turcotte (24 de juny de 1936), cardenal del títol de N. Signora del SS. Sacramento e Ss. Martiri Canadesi (1994), arquebisbe de Montréal, Québec, abans bisbe titular de Suas
29. Jaime Lucas Ortega y Alamino (18 d'octubre de 1936), cardenal del títol de Ss. Aquila e Priscilla (1994), arquebisbe de San Cristóbal de l'Havana, abans bisbe de Pinar del Río
30. Nicolás de Jesús López Rodríguez (31 d'octubre de 1936), cardenal del títol de S. Pio X alla Balduina (1991), arquebisbe de Santo Domingo, abans bisbe de San Francisco de Macorís
31. Jorge Mario Bergoglio, S.J. (17 de desembre de 1936), cardenal del títol de S. Roberto Bellarmino (2001), arquebisbe de Buenos Aires, abans bisbe titular d'Auca
32. Norberto Rivera Carrera (6 de setembre de 1942), cardenal del títol de S. Francesco d'Assisi a Ripa Grande (1998), arquebisbe de Ciutat de Mèxic, abans bisbe de Tehuacán, Puebla
33. Óscar Andrés Rodríguez Maradiaga, S.D.B. (29 de desembre de 1942), cardenal del títol de S. Maria della Speranza (2001), arquebisbe de Tegucigalpa, abans bisbe titular de Pudenziana
34. Juan Luis Cipriani Thorne, Opus Dei (28 de desembre de 1943), cardenal del títol de S. Camillo de Lellis (2001), arquebisbe de Lima, abans arquebisbe d'Ayacucho
35. Marc Ouellet, P.S.S. (8 de juny de 1944), cardenal del títol de S. Maria in Traspontina, arquebisbe de Quebec, Québec, abans bisbe titular d'Agropoli

### Àsia
1. Varkey Vithayathil, C.Ss.R. (29 de maig de 1927), cardenal del títol de S. Bernardo alle Terme (2001), arquebisbe major de Ernakulam-Angamaly dels Sirians-Malabars, abans arquebisbe titular d'Acrida i d'Antinoe
2. Peter Seiichi Shirayanagi (17 de juny de 1928), cardenal del títol de S. Emerenziana a Tor Fiorenza (1994), arquebisbe emèrit de Tòquio, abans bisbe titular d'Atenia i arquebisbe titular de Castro
3. Michael Michai Kitbunchu (25 de gener de 1929), cardenal del títol de S. Lorenzo in Panisperna (1883), arquebisbe de Bangkok
4. Stephen Fumio Hamao (9 de març de 1930), cardenal diaca de S. Giovanni Bosco in via Tuscolana (2003), president del Consell per a la Pastoral dels Migrants i de les Persones Transeünts, abans bisbe titular d'Oreto i bisbe sede plena de Yokohama
5. Ignace Moussa I Dauod (18 de setembre de 1930), cardenal bisbe-patriarca (2001), prefecte de la Congregació per a les Esglésies de Ritu Oriental, abans bisbe del Caire, eparca d'Homs i patriarca d'Antioquia dels Sirians
6. Jean-Baptiste Pham Minh Man (1934), cardenal del títol de S. Giustino (2003), arquebisbe de Ciutat Ho Chi Minh (antiga Saigon), abans bisbe coadjutor de My Tho
7. Jaime Lachica Sin (31 d'agost de 1928), cardenal del títol del S. Maria ai Monti (1976), arquebisbe emèrit de Manila, abans bisbe titular d'Obba i arquebisbe de Jaro. No assistí al conclave per problemes de salut; en cas d'haver-hi assistit, hauria estat el seu tercer conclave, atès que fou creat cardenal pel papa Pau VI
8. Ricardo Jamin Vidal (6 de febrer de 1931), cardenal del títol de Ss. Pietro e Paolo a Via Ostiense (1985), arquebisbe de Cebú, abans bisbe titular de Claterna i arquebisbe de Lipa
9. Julius Riyadi Darmaatmadja, S.J. (20 de desembre de 1934), cardenal del títol de S. Cuore di Maria (1994), arquebisbe de Djakarta, abans arquebisbe de Semarang
10. Ivan Dias (10 d'abril de 1936), cardenal del títol de S. Spirito alla Ferratella (2001), arquebisbe de Bombai, abans arquebisbe titular de Rusubisir
11. Telesphore Placidus Toppo (15 d'octubre de 1939), cardenal del títol de Sacro Cuore di Gesù Agonizzante a Vitinia (2003), arquebisbe de Ranchi, abans bisbe de Dumka

### Europa
1. Marco Cé (8 de juliol de 1925), cardenal del títol de S. Marco (1979), arquebisbe-patriarca emèrit de Venècia, abans bisbe titular de Vulturia
2. Francisco Álvarez Martínez (14 de juliol de 1925), cardenal del títol de S. Maria "Regina Pacis" a Monte Verde (2001), arquebisbe emèrit de Toledo, Castella-La Manxa, abans bisbe de Tarassona, Aragó, de Calahorra-La Calzada-Logronyo, La Rioja i d'Oriola-Alacant, País Valencià
3. Desmond Connell (24 de març de 1926), cardenal del títol de S. Silvestro in Capite (2001), arquebisbe emèrit de Dublín
4. Agostino Cacciavillan (14 d'agost de 1926), cardenal diaca de Ss. Angeli Custodi a Città Giardino (2001), president emèrit de l'Administració del Patrimoni de la Santa Seu, arquebisbe titular d'Amiterno
5. Marian Jaworski (21 d'agost de 1926), cardenal del títol de S. Sisto (1998), arquebisbe de Lviv dels Llatins, abans bisbe titular de Lambesi, cardenal in pectore de 1998 a 2001
6. Jean-Marie Lustiger (17 de setembre de 1926), cardenal del títol de S. Luigi dei Francesi (1983), arquebisbe emèrit de París, abans bisbe d'Orleans
7. Ricard Maria Carles i Gordó (24 de setembre de 1926), cardenal del títol de S. Maria Consolatrice al Tiburtino (1994), arquebisbe emèrit de Barcelona, Catalunya, abans bisbe de Tortosa, Catalunya
8. Carlo Maria Martini, S.J. (15 de febrer de 1927), cardenal del títol de S. Cecilia (1983), arquebisbe emèrit de Milà
9. Eduardo Martínez Somalo (31 de març de 1927), cardenal del títol (diaconia elevada pro illa vice) del S. Nome di Gesù (1999), camarlenc de la Santa Església Romana, abans arquebisbe titular de Tagora i cardenal diaca (1988)
10. Joseph Ratzinger, (16 d'abril de 1927), cardenal bisbe d'Ostia (2002) i de Velletri-Segni (1993), degà del Sacre Col·legi Cardenalici, prefecte de la Congregació per a la Doctrina de la Fe, abans arquebisbe de Múnic-Freising, Baviera i cardenal del títol de S. Maria Consolatrice al Tiburtino (1977). Era un dels dos únics cardenals electors sobrevivents dels nomenats per Pau VI i que per tant havien assistit a tres conclaves. Va ser elegit papa i adoptà nom de Benet XVI
11. László Paskai, O.F.M. (8 de maig de 1927), cardenal del títol de S. Teresa al Corso (1988), arquebisbe emèrit d'Esztergom-Budapest, abans bisbe titular de Bavagaliana i bisbe sede plena de Veszprém
12. Franciszek Macharski (20 de maig de 1927), cardenal del títol de S. Giovanni a Porta Latina (1979), arquebisbe de Cracòvia
13. Angelo Sodano (23 de novembre de 1927), cardenal bisbe d'Albano tot retenint in commendam el seu títol anterior (1994), vicedegà del Sacre Col·legi Cardenalici, Secretari d'Estat, abans arquebisbe titular de Nova di Cesarea i cardenal del títol de S. Maria Nuova (1991)
14. Friedrich Wetter (20 de febrer de 1928), cardenal del títol de S. Stefano al Monte Celio (1985), arquebisbe de Múnic-Freising, Baviera, abans bisbe de Speyer, Renània-Palatinat
15. Giacomo Biffi (13 de juny de 1928), cardenal del títol de Ss. Giovanni Evangelista e Petronio (1985), arquebisbe emèrit de Bolònia, abans bisbe titular de Fidene
16. Francesco Marchisano (25 de juny de 1929), cardenal diaca de S. Lucia del Gonfalone (2003), arxipreste de la Patriarcal Basílica Vaticana de Sant Pere, vicari papal per a la Ciutat del Vaticà, arquebisbe titular de Populonia
17. Mario Francesco Pompedda (18 d'abril de 1929), cardenal diaca de la Annunciazione della Beata Vergine Maria a Via Ardeatina (2001), prefecte emèrit del Suprem Tribunal de la Signatura Apostòlica, president del Tribunal de Cassació de l'Estat de la Ciutat del Vaticà, arquebisbe titular de Bisarcio
18. Józef Glemp (18 de desembre de 1929), cardenal del títol de S. Maria in Trastevere (1983), arquebisbe de Varsòvia, abans bisbe de Warmia i arquebisbe de Gniezno
19. Julián Herranz Casado, Opus Dei (31 de març de 1930), cardenal diaca de S. Eugenio (2003), president del Pontifici Consell per a la Interpretació dels Textos Legislatius, arquebisbe titular de Vertara
20. Paul Poupard (30 d'agost de 1930), cardenal del títol de S. Prassede (1996), president del Pontifici Consell per a la Cultura, abans bisbe titular d'Usula i cardenal diaca de S. Eugenio (1985)
21. Salvatore De Giorgi (6 de setembre de 1930), cardenal del títol de S. Maria in Ara Coeli (1998), arquebisbe de Palerm, abans bisbe titular de Tulana, bisbe sede plena d'Oria, arquebisbe de Foggia-Bovino i arquebisbe de Tàrent
22. Michele Giordano (26 de setembre de 1930), cardenal del títol de S. Gioacchino ai Prati di Castello (1988), arquebisbe de Nàpols, abans bisbe titular de Lari Castello i arquebisbe de Matera-Irsina
23. Janis Pujats (14 de novembre de 1930), cardenal del títol de S. Silvia (1998), arquebisbe de Riga, cardenal in pectore del 1998 al 2001
24. Bernard Panafieu (26 de gener de 1931), cardenal del títol de S. Gregorio Barbarigo alle Tre Fontane (2003), arquebisbe de Marsella, abans bisbe titular de Tibili i arquebisbe d'Ais de Provença
25. Camillo Ruini (19 de febrer de 1931), cardenal del títol de S. Agnese Fuori le Mura (1991), vicari general per a la diòcesi de Roma i president de la Conferència Episcopal Italiana, arquebisbe titular de Nepte
26. Sergio Sebastiani (11 d'abril de 1931), cardenal diaca de S. Eustachio (2001), president de la Prefectura per als Afers Econòmics de la Santa Seu, bisbe titular de Cesarea di Mauritania
27. Adrianus Johannes Simonis (26 de novembre de 1931), cardenal del títol de S. Clemente (1985), arquebisbe d'Utrecht, abans bisbe de Rotterdam
28. José Saraiva Martins, C.M.F. (6 de gener de 1932), cardenal diaca de N. Signora del Sacro Cuore (2001), prefecte de la Congregació per a les Causes dels Sants, arquebisbe titular de Tuburnica
29. Miloslav Vlk (17 de maig de 1932), cardenal del títol de S. Croce in Gerusalemme (1994), arquebisbe de Praga, abans bisbe de Ceské Budějovice
30. Henri Schwery (14 de juny de 1932), cardenal del títol de Ss. Protomartiri a Via Aurelia Antica (1991), bisbe emèrit de Sion, Valais
31. Cormac Murphy-O'Connor (24 d'agost de 1932), cardenal del títol de S. Maria sopra Minerva (2001), arquebisbe de Westminster, abans bisbe d'Arundel-Brighton
32. Renato Raffaele Martino (23 de novembre de 1932), cardenal diaca de S. Francesco di Paola ai Monti (2003), president del Pontifici Consell Justícia i Pau, arquebisbe titular de Segerme
33. Lubomyr Húsar, M.S.U. (26 de febrer de 1933), cardenal del títol de S. Sofia in Via Boccea (2001), arquebisbe major de Lviv dels Ucraïnesos, abans exarca de Kíiv-Vyshorod i bisbe titular de Nisa di Licia
34. Walter Kasper (5 de març de 1933), cardenal diaca de Ognissanti in Via Appia Nuova (2001), president del Pontifici Consell per a la Promoció de la Unitat dels Cristians, abans bisbe de Rottenberg-Stuttgart, Baden-Württenberg
35. Severino Poletto (18 de març de 1933), cardenal del títol (diaconia elevada pro illa vice) de S. Giuseppe in Via Trionfale (2001), arquebisbe de Torí, abans bisbe de Fossano i bisbe d'Asti
36. Godfried Danneels (4 de juny de 1933), cardenal del títol de S. Anastasia (1983), arquebisbe de Malines-Brussel·les, Brabant, abans bisbe d'Anvers, Flandes
37. Joachim Meisner (25 de desembre de 1933), cardenal del títol de S. Pudenziana (1983), arquebisbe de Colònia, Renània del Nord-Wetsfàlia, abans bisbe titular de Vina i bisbe sede plena de Berlín
38. Giovanni Battista Re (30 de gener de 1934), cardenal bisbe de Sabina-Poggio Mirteto (2002), prefecte de la Congregació per als Bisbes, abans bisbe titular de Vescovio i cardenal del títol de Ss. XII Apostoli (2001)
39. Dionigi Tettamanzi (14 de març de 1934), cardenal del títol de Ss. Ambrogio e Carlo (1998), arquebisbe de Milà, abans bisbe d'Ancona-Osimo i arquebisbe de Gènova
40. Carlos Amigo Vallejo, O.F.M. (23 d'agost de 1934), cardenal del títol de S. Maria di Monserrato degli Spagnoli (2003), arquebisbe de Sevilla, Andalusia, abans arquebisbe de Tànger, Marroc
41. Tarcisio Bertone, S.D.B. (2 de desembre de 1934), cardenal del títol de S. Maria Ausiliatrice in Via Tuscolana (2003), arquebisbe de Gènova, abans arquebisbe de Vercelli
42. Georg Maximilian Sterzinsky (9 de febrer de 1936), cardenal del títol de S. Giuseppe all'Aurelio (1991), arquebisbe de Berlín
43. José da Cruz Policarpo (26 de febrer de 1936), cardenal del títol de S. Antonio in Campo Marzio (2001), arquebisbe-patriarca de Lisboa, abans bisbe titular de Caliabria
44. Karl Lehmann (16 de març de 1936), cardenal del títol de S. Leone I papa (2001), bisbe de Magúncia, Renània-Palatinat
45. Antonio María Rouco Varela (24 d'agost de 1936), cardenal del títol de S. Lorenzo in Damaso (1998), arquebisbe de Madrid, abans bisbe titular de Gergi i arquebisbe de Sant Jaume de Galícia
46. Ennio Antonelli (18 de novembre de 1936), cardenal del títol de S. Andrea delle Fratte (2003), arquebisbe de Florència, abans bisbe de Gubbio i arquebisbe de Perugia-Città della Pieve
47. Audrys Juozas Bačkis (1 de febrer de 1937), cardenal del títol de la Natività di N. Signore Gesù Cristo a Via Gallia (2001), arquebisbe de Vílnius, abans bisbe titular de Meta
48. Attilio Nicora (16 de març de 1937), cardenal diaca de S. Filippo Neri in Eurosia (2003), president de l'Administració del Patrimoni de la Santa Seu, arquebisbe titular de Fornos
49. Keith Michael Patrick O'Brien (17 de març de 1938), cardenal del títol de Ss. Gioacchino ed Anna al Tuscolano (2003), arquebisbe de St. Andrews-Edimburg
50. Zenon Grocholewski (11 d'octubre de 1939), cardenal diaca de S. Nicola in Carcere (2001), prefecte de la Congregació per a l'Educació Catòlica, gran canciller de la Pontificia Universitat Gregoriana, president de múltiples organismes vaticans relacionats amb l'educació i la cultura, bisbe titular d'Agropoli
51. Angelo Scola (7 de novembre de 1941), cardenal del títol de Ss. XII Apostoli (2003), arquebisbe-patriarca de Venècia, abans bisbe de Grosseto
52. Crescenzio Sepe (2 de febrer de 1943), cardenal diaca de Dio Padre Misericordioso (2001), prefecte de la Congregació per a l'Evangelització dels Pobles (antiga Propaganda Fide), arquebisbe titular de Grado
53. Jean-Louis-Pierre Tauran (5 d'abril de 1943), cardenal diaca de S, Apollinare alle Terme Neroniane-Alessandrine (2003), arxiver i bibliotecari de la Santa Església Romana, arquebisbe titular de Selepte
54. Christoph Schönborn, O.P. (22 de gener de 1945), cardenal del títol de Gesù Divin Lavoratore (1998), arquebisbe de Viena, abans bisbe titular de Sutri
55. Vinko Puljić (8 de setembre de 1945), cardenal del títol de S. Chiara in Vigna Clara (1994), arquebisbe de Sarajevo-Vrhbosna
56. Josip Bozanić (20 de març de 1949), cardenal del títol de S. Girolamo dei Croati, arquebisbe de Zagreb (2003), abans bisbe de Krk i administrador apostòlic de Rijeka-Senj
57. Philippe Barbarin (17 d'octubre de 1950), cardenal del títol de SS. Trinità al Monte Pincio (2003), arquebisbe de Lió, abans bisbe de Moulins
58. Péter Erdő (25 de juny de 1952), cardenal del títol de S. Balbina, arquebisbe d'Esztergom-Budapest (2003), abans bisbe titular de Puppi

### Oceania
1. Thomas Stafford Williams (21 de març de 1930), cardenal del títol de Gesù Divin Maestro alla Pineta Sacchetti (1983), arquebisbe emèrit de Wellington ( Nova Zelanda)
2. George Pell (8 de juny de 1941), cardenal del títol de S. Maria Domenica Mazzarello (2003), arquebisbe de Sydney, abans bisbe titular de Scala i arquebisbe de Melbourne ( Austràlia)

### Resum
| D'Àfrica  | 11 cardenals  |
| D'Amèrica | 35 cardenals  |
| D'Àsia    | 11 cardenals  |
| D'Europa  | 58 cardenals  |
| D'Oceania | 2 cardenals   |
| Total     | 117 cardenals |

Dels quals
- 5 eren cardenals bisbes (Amèrica 1; Àsia 1; Europa 3)
- 95 eren cardenals preveres o de títol (Àfrica 11; Amèrica 30; Àsia 9; Europa 43; Oceania 2)
- 17 eren cardenals diaques (Amèrica 4; Àsia 1; Europa 12)